# Johan Christopher Holmberg
Johan Christopher Holmberg, född 1743, död 1810, var en svensk boktryckare, bokhandlare och förläggare, med eget företag i Stockholm 1784-1810.
Han gav även ut tidningarna Stockholms-Posten och Extra-Posten.